# Bassecq
Le Bassecq est un ruisseau qui traverse les départements des Landes et un affluent gauche du Luy dans le bassin versant de l'Adour.

## Géographie
D'une longueur de 16,1 kilomètres, il prend sa source sur la commune de Bénesse-lès-Dax (Landes), entre les lieux-dits Gassi (au nord) et Lahourie (au sud), à l'altitude 50 mètres.
Il coule d'est en ouest et se jette dans le Luy sur la commune de Siest, à l'altitude 2 mètres.

## Communes, cantons et départements traversés
Dans le département des Landes, le Bassecq traverse huit communes et trois cantons : dans le sens amont vers aval : Bénesse-lès-Dax (source), Pouillon, Gaas, Cagnotte, Heugas, Saint-Lon-les-Mines, Tercis-les-Bains et Siest (confluence).
Soit en termes de cantons, le Bassecq prend source dans le canton de Dax-Sud, arrose les cantons de Pouillon et de Peyrehorade et revient confluer dans le canton de Dax-Sud.

## Affluents
Le Bassecq a un affluent référencé :
- le ruisseau de Jouanin (rg), 9,1 km, qui traverse Cagnotte, Cauneille, Gaas et Pouillon.

Géoportail référence un autre affluent :
- Le ruisseau de Lautine (rg).